# 2020 год в шахматах

## Турниры

### Личные
| Турнир                                         | Дата              | Место проведения                    | Σ  | Победитель                       |
| ---------------------------------------------- | ----------------- | ----------------------------------- | -- | -------------------------------- |
| Матч за звание чемпионки мира по шахматам 2020 | 3—26 января       | Шанхай, Китай и Владивосток, Россия | 2  | Цзюй Вэньцзюнь                   |
| Вейк-ан-Зее 2020                               | 10—26 января      | Вейк-ан-Зе, Голландия               | 14 | Фабиано Каруана                  |
| Cairns Cup 2020                                | 7—16 февраля      | Сент-Луис, США                      | 10 | Хампи Конеру                     |
| Прага 2020 (шахматный турнир)                  | 12—21 февраля     | Прага, Чехия                        | 10 | Алиреза Фирузджа                 |
| 3-й этап Гран-при ФИДЕ среди женщин            | 1—13 марта        | Лозанна, Швейцария                  | 12 | Нана Дзагнидзе                   |
| Турнир претендентов по шахматам 2020           | 17 марта—5 апреля | Екатеринбург, Россия                | 8  | Ян Непомнящий                    |
| Magnus Carlsen Invitational                    | 18 апреля—3 мая   | chess24.com                         | 8  | Магнус Карлсен                   |
| Мемориал Стейница                              | 15—17 мая         | chess24.com                         | 10 | Магнус Карлсен                   |
| Lindores Abbey Rapid Challenge                 | 19 мая—3 июня     | chess24.com                         | 12 | Даниил Дубов                     |
| Chessable Masters                              | 20 июня—4 июля    | chess24.com                         | 12 | Магнус Карлсен                   |
| Легенды шахмат                                 | 21 июля—5 августа | chess24.com                         | 10 | Магнус Карлсен                   |
| Kiva Finals                                    | 9—20 августа      | chess24.com                         | 4  | Магнус Карлсен                   |
| Столкновение чемпионов 2020                    | 11—13 сентября    | chess24.com                         | 10 | Магнус Карлсен и Хикару Накамура |
| Saint Louis Rapid & Blitz 2020                 | 15—19 сентября    | lichess.org                         | 10 | Магнус Карлсен и Уэсли Со        |
| Ставангер 2020                                 | 5—16 октября      | Ставангер, Норвегия                 | 6  | Магнус Карлсен                   |
| Speed Chess Invitational                       | 25— октября       | chess.com                           | 16 | Ян-Кшиштоф Дуда                  |
| Skilling Open                                  | 22—30 ноября      | chess24.com                         | 16 | Уэсли Со                         |

#### Национальные чемпионаты
| Турнир                                        | Дата         | Место проведения | Σ | Победитель    |
| --------------------------------------------- | ------------ | ---------------- | - | ------------- |
| Суперфинал чемпионата России по шахматам 2020 | 5—17 декабря | Москва, Россия   | 2 | Ян Непомнящий |

### Командные
| Турнир                          | Дата            | Место проведения | Победитель   |
| ------------------------------- | --------------- | ---------------- | ------------ |
| Шахматная онлайн-олимпиада 2020 | 21 — 30 августа | онлайн           | Индия Россия |

## Трансфер
| Шахматист                | Откуда     | Куда     |
| ------------------------ | ---------- | -------- |
| Александр Багратиони     | Украина    | Израиль  |
| Ласаро Брусон Батиста    | Куба       | США      |
| Татьяна Василевич        | Украина    | Россия   |
| Иван Чепаринов           | Грузия     | Болгария |
| Гулрухбегим Тохирджонова | Узбекистан | США      |

## Умерли
- Блехцин, Игорь Яковлевич (13 апреля 1941 — 18 декабря 2020)
- Богданович, Станислав Эдуардович (4 февраля 1993 — 5 марта 2020)
- Бульский, Кшиштоф (12 февраля 1987 — 17 декабря 2020)
- Бухман, Эдуард Израилович (4 июня 1941 — 24 ноября 2020)
- Виттман, Вальтер (6 апреля 1948 — июнь 2020)
- Гарсия, Раймундо (27 мая 1936 — 13 октября 2020)
- Егиазарян, Арсен Арташесович (18 июня 1970 — 20 апреля 2020)
- Кузьмин, Геннадий Павлович (19 января 1946 — 28 февраля 2020)
- Лемачко, Татьяна (16 марта 1948 — 17 мая 2020)
- Малинин, Василий Борисович (26 апреля 1956 — 22 ноября 2020)
- Покоёвчик, Ежи (21 февраля 1949 — 10 мая 2020)
- Светушкин, Дмитрий (25 июля 1980 — 4 сентября 2020)
- Троис, Франсиско (3 сентября 1946 — 16 сентября 2020)
- Ульман, Вольфганг (29 марта 1935 — 24 августа 2020)
- Шер, Мирон Наумович (29 июня 1952 — 21 августа 2020)
- Штангль, Маркус (29 апреля 1969 — 1 ноября 2020)
- Янечек, Карл (17 апреля 1940 — 25 ноября 2020)